# Keisa Monterola
Keisa Monterola (ur. 26 lutego 1988 w Caracas) – wenezuelska lekkoatletka, tyczkarka.

## Osiągnięcia
- srebrny medal mistrzostw świata juniorów młodszych (Marrakesz 2005)
- medalistka mistrzostwa Ameryki Środkowej i Karaibów

## Rekordy życiowe
- skok o tyczce (stadion) – 4,33 (2011) były rekord Wenezueli[1]
- skok o tyczce (hala) – 4,37 (2012) były rekord Wenezueli

W 2005 Monterola ustanowiła nieaktualny już rekord Ameryki Południowej w kategorii juniorek – 4,30 m. W 2012 ustanowiła nieaktualny już halowy rekord Wenezueli w skoku w dal – 5,56 m.